# Control policial de la protesta

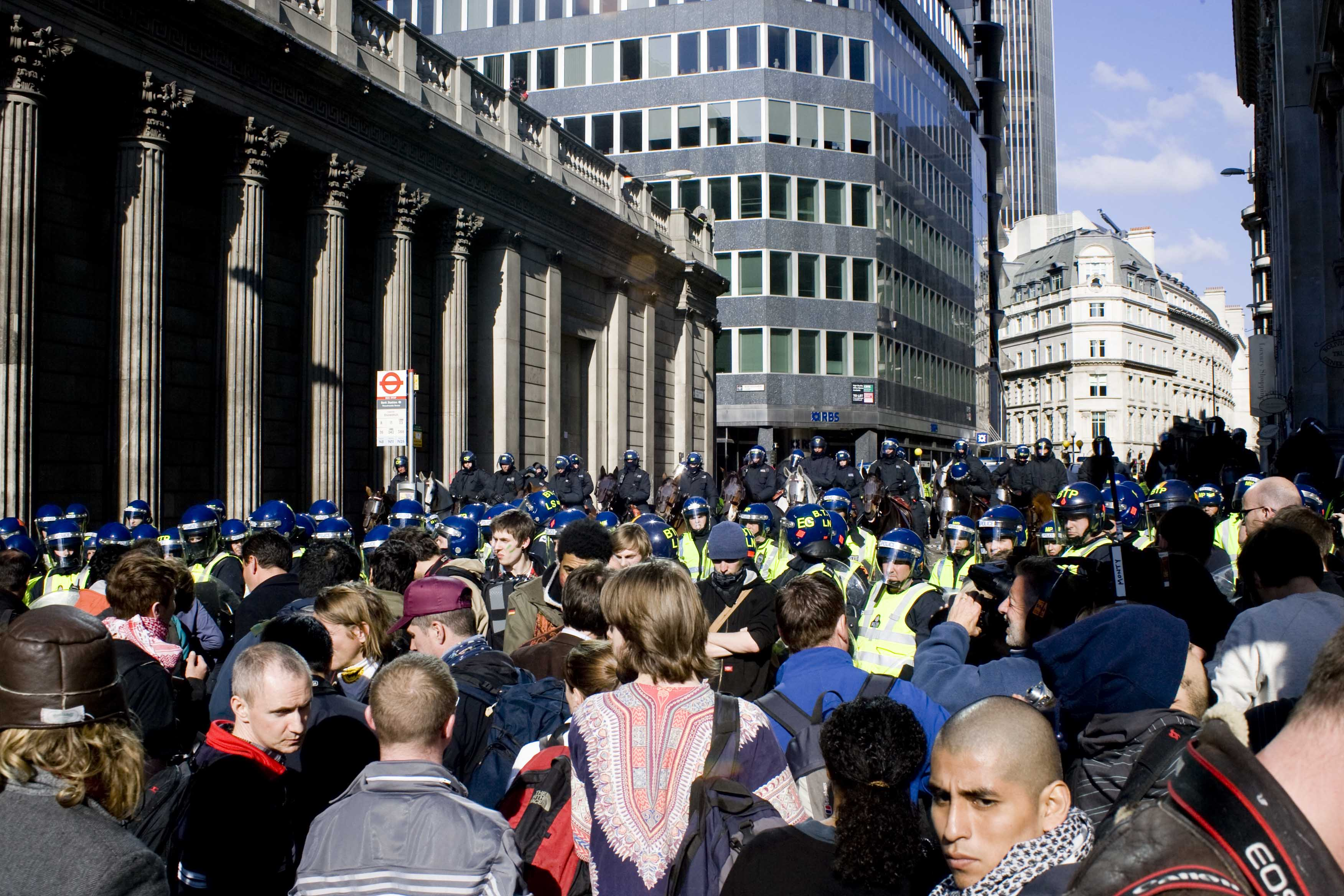
La policía antidisturbios rodea a los manifestantes en una protesta de la cumbre del G-20 de Londres (2009).

El control policial de la protesta, vigilancia de la protesta o mantenimiento del orden público es parte de la respuesta de un Estado a la disidencia política y a los movimientos sociales. El mantenimiento del orden público por parte de la policía durante las protestas es un componente esencial de la democracia liberal, mientras que la respuesta militar a las protestas es más común en regímenes autoritarios.
Los estados democráticos de Australasia, Europa y América del Norte han experimentado una mayor vigilancia de los movimientos de protesta y una actuación policial más militarizada desde 1995 y durante las primeras décadas del siglo XXI.
La criminalización del disentimiento es la legislación o la aplicación de la ley que penaliza la disidencia política. También puede lograrse a través de los medios de comunicación que controlan el discurso público para deslegitimar a los críticos del Estado. El estudio de la criminalización de la protesta sitúa al control policial de la protesta en un marco más amplio de criminología y sociología del derecho.

## Descripción
Bajo regímenes autoritarios, el control policial durante las protestas tiende a ser violento y ha dado lugar a masacres. La policía en sociedades más democráticas debe lograr un delicado equilibrio entre el orden público y la protección de los derechos de los ciudadanos a la participación ciudadana, el derecho a la protesta y la libertad de reunión, que son valores democráticos centrales.
Existen distintos estilos de control policial de la protesta, que se expresan en distintos grados de tolerancia hacia los manifestantes.
Las variables institucionales que afectan el estilo policial incluyen:
- Legislación sobre la libertad individual
- Estructura organizativa de la policía, incluido el grado de centralización, rendición de cuentas y militarización
- Cultura policial, que moldea las acciones discrecionales de los agentes individuales

El estilo de control policial en las protestas también está determinado por los movimientos sociales, la opinión pública y el conocimiento que la policía tiene de los manifestantes.

## Estrategias
La investigación académica acerca del control policial de la protesta ha identificado varias estrategias de vigilancia policial en protestas.
- La escalada de fuerza es un enfoque legalista y represivo ante la protesta.

- La gestión negociada es un enfoque basado en la comunicación que enfatiza la negociación con los manifestantes.

- La incapacitación estratégica es una estrategia policial que pone énfasis en el uso de armas menos letales, como pistolas Taser o gases lacrimógenos; el encapsulamiento; las zonas de no protesta; y la vigilancia o campañas de información para gestionar las protestas.

- El control policial militarizado de las protestas considera las protestas como una amenaza, negocia de forma incoherente y utiliza una vigilancia indiscriminada y estrategias coercitivas para reprimir las protestas. Se asocia con el enfoque de “incapacitación estratégica” para el control de protestas.[2][5]

## Historia
El control policial de la protesta comenzó a atraer la atención de los cientistas sociales como campo de estudio a partir de la década de 1980, cuando varios investigadores lanzaron estudios cuantitativos, etnográficos y de casos sobre el control policial en protestas. El libro Policing Protest (1998), editado por Donatella della Porta y Herbert Reiter, fue un notable trabajo temprano en este campo. Cuando se escribió, los estudios empíricos sobre el control policial de la protesta en las democracias occidentales eran poco comunes. La mayor parte de la literatura sobre control policial de la protesta ha estudiado las estrategias policiales en los países occidentales entre alrededor de 1940 y la década de 2020.
Desde aproximadamente el siglo XIX, en los estados democráticos occidentales, el ejército ha tenido un papel menor en el mantenimiento del orden público durante las protestas, y este ha sido visto como el papel de la policía. Desde la Segunda Guerra Mundial, los estados modernos han disociado consistentemente a las fuerzas policiales del régimen político bajo el cual funcionan, lo que ha llevado a una mayor independencia de las agencias policiales a la hora de tomar decisiones sobre la gestión de las protestas.
La estrategia de aumento o escalada de la fuerza en el control policial de la protesta fue común en los países occidentales durante los años 1950 y 1970.
La ola de protestas de 1968 tuvo un profundo impacto en el control policial de la protesta, y muchos países se alejaron del modelo de escalada de la fuerza y adoptaron una gestión negociada de las protestas. En 1998, estudios concluyeron que el control policial de la protesta en las democracias liberales priorizaba el mantenimiento de la paz sobre la aplicación de la ley y se caracterizaba por la negociación, la tolerancia de la desobediencia civil y una amplia vigilancia.
A partir de las protestas de 1999 contra la Organización Mundial del Comercio (OMC) en Seattle, surgió un movimiento de protesta por la justicia global dirigido contra organizaciones internacionales como el Banco Mundial, el Foro Económico Mundial y la OMC. Entre 1999 y 2006, el control policial del movimiento por la justicia global se militarizó cada vez más en los países occidentales. A lo largo de las primeras décadas del siglo XXI, las democracias liberales han controlado cada vez más el disenso mediante la incapacitación estratégica, especialmente en conflictos relacionados con los movimientos de justicia ambiental o justicia global, y cuando las protestas son vistas como “transgresoras”.
La policía comenzó a considerar cada vez más las protestas como una amenaza a la seguridad después del ataque del 11 de septiembre de 2001 al World Trade Center.
Durante la pandemia de COVID-19, los estados impusieron restricciones adicionales a las manifestaciones políticas, lo que permitió a la policía sancionar a los manifestantes por violar estas reglas adicionales.

### Criminalización de la protesta
La respuesta policial al movimiento de justicia global en las democracias liberales durante las primeras décadas del siglo XXI, así como a varios movimientos ambientalistas en todo el mundo, han impulsado varios estudios sobre la criminalización de la protesta que sitúan el control policial de las protestas en un marco más amplio de criminología y sociología.
El disentimiento se criminaliza a través de diversos procesos. Estos incluyen la creación de nuevas leyes o el aumento de las penas para las leyes existentes; el control del discurso sobre la protesta para deslegitimar el disenso y enmarcarlo como un problema de seguridad o “terrorismo”; y la impunidad para los funcionarios que violan los derechos humanos o se niegan a investigar los abusos contra los disidentes políticos.
La criminalización del disenso suele ser más severa en los países autoritarios y da lugar a castigos crueles o incluso al asesinato de manifestantes. Sin embargo, tanto los estados autoritarios como los democráticos han restringido el derecho a la protesta, y la criminalización del disenso ha estado “firmemente arraigada” en las democracias liberales desde su origen.
La criminalización del disenso también puede tomar la forma de intimidación, desapariciones o violencia contra defensores de los derechos humanos o disidentes políticos. También puede presentarse como una batalla discursiva que enmarca la defensa de los derechos humanos o del medio ambiente como una amenaza a la seguridad nacional. “Así, un componente principal de la criminalización es legitimar la represión de la conducta pacífica y democrática de los miembros de la comunidad, transformándolos en enemigos públicos y acusándolos de violencia ilegítima, delincuencia, terrorismo, etc.”